# 双兴镇 (明水县)
双兴镇，是中华人民共和国黑龙江省绥化市明水县下辖的一个镇。
2015年4月9日，黑龙江省民政厅批复同意撤销双兴乡，设立双兴镇。

## 行政区划
双兴镇下辖以下地区：
东双村、双泉村、双长村、双发村、双合村、双利村、东利村、东胜村、东发村、东明村和东合村。